# Bochor Ádám
Bochor Ádám (Csíkszereda, 1885. november 10. – Budapest, 1973. július 24.) magyar orvos.

## Életpályája
1912-ben orvosdoktorrá avatták a Budapesti Tudományegyetemen. Honvédorvos volt az első világháború idején. 1919–1943 között a Törvényszéki Orvostani Intézetben dolgozott. 1929-ben a törvényszéki orvostan magántanárává képesítették a budapesti tudományegyetemen. 1943-ban a baleseti kórház főorvosa lett. 1946-ban a központi ágynyilvántartó orvosa volt. 1952–1963 között az óbudai hajógyár orvosa volt.
Ő volt az alapítója a Katolikus Orvosok Szent Lukács Egyesületének (1931), cikkeit az egyesület lapja, a Katholikus Szemle, valamint a Vigilia közölte.